# Štrkovec
Štrkovec (in ungherese: Kövecses) è un comune della Slovacchia facente parte del distretto di Rimavská Sobota, nella regione di Banská Bystrica.